# Мерил (Мичиген)
Мерил (енгл. Merrill) град је у америчкој савезној држави Мичиген.

## Демографија
По попису из 2010. године број становника је 778, што је 4 (-0,5%) становника мање него 2000. године.
| Група             | 2000.       | 2010.       |
| Белци             | 740 (94,6%) | 709 (91,1%) |
| Афроамериканци    | 1 (0,1%)    | 9 (1,2%)    |
| Азијати           | 0 (0,0%)    | 2 (0,3%)    |
| Хиспаноамериканци | 32 (4,1%)   | 52 (6,7%)   |
| Укупно            | 782         | 778         |